# Rosalie David
Ann Rosalie David (Cardiff, 1946) es una egiptóloga galesa que hasta 2012 fue directora del KNH Centre for Biomedical Egyptology de la Universidad de Mánchester, fundado en 2003. También fue conservadora de la sección de egiptología del Museo de Mánchester. En 2003 fue nombrada oficial de la Orden del Imperio Británico.
Gradudada en la University College de Londres en 1967, hizo su doctorado en la Universidad de Liverpool. Ha escrito obras como Evidence Embalmed: Modern Medicine and the Ancient Mummies of Egypt (1984, junto con Eddie Tapp), A Guide to Religious Ritual at Abydos (1981), The Mummy's Tale: The Scientific and Medical Investigation of Natsef-Amun, Priest in the Temple at Karnak (1992), The Pyramid Builders of Ancient Egypt: A Modern Investigation of Pharaoh's Workforce (1986) o Egyptian Mummies and Modern Science (2008), entre otras. En 2016 le fue dedicado el libro Mummies, Magic and Medicine in Ancient Egypt: Multidisciplinary Essays for Rosalie David.